# Třída Cukuba
Třída Cukuba byla třída pancéřových křižníků japonského císařského námořnictva. Celkem byly postaveny dvě jednotky této třídy. Byly to první velké válečné lodě navržené a postavené japonskými loděnicemi. Zároveň to byly první křižníky vyzbrojené 305mm kanóny ve dvoudělových věžích. V prvoliniové službě byly v letech 1907–1919. Od roku 1912 byly japonským námořnictvem klasifikovány jako bitevní křižníky. Zatímco křižník Cukuba byl zničen vnitřním výbuchem, jeho sesterská loď Ikoma byla sešrotována na základě odzbrojovací Washingtonské konference.

## Stavba
Stavba dvou plavidel byla objednána roku 1904 u japonské loděnice v Kure. Stavba byla zahájena ještě před skončením rusko-japonské války. Proběhla v letech 1905–1908.
Jednotky třídy Ibuki:
| Jméno  | Loděnice | Založení kýlu | Spuštěna | Vstup do služby | Poznámka                                                                  |
| ------ | -------- | ------------- | -------- | --------------- | ------------------------------------------------------------------------- |
| Cukuba | Kure     | 1905          | 1905     | 14. ledna 1907  | Dne 14. ledna 1917 zničen vnitřní explozí.                                |
| Ikoma  | Kure     | 1905          | 1906     | 24. března 1908 | Od roku 1919 dělostřelecká cvičná loď, 1923 vyřazen a později sešrotován. |

## Konstrukce

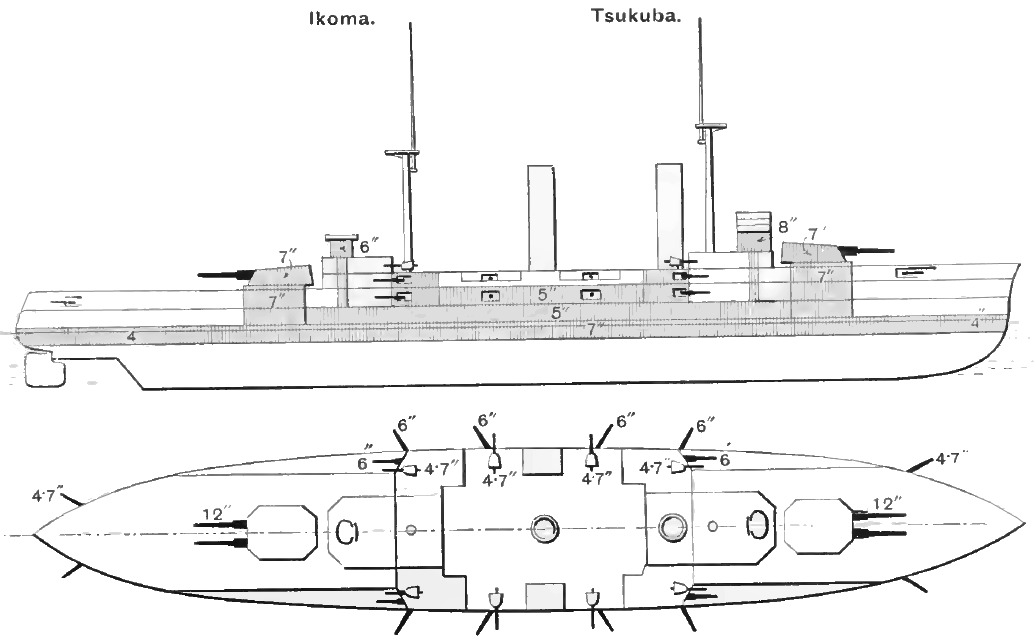
Základní uspořádání třídy Cukuba

Výzbroj tvořily čtyři 305mm kanóny ve dvoudělových věžích, které doplňovalo dvanáct 152mm kanónů, dvanáct 120mm kanónů, čtyři 76mm kanóny, čtyři 6,5mm kulomety a tři 450mm torpédomety. Pohonný systém tvořilo 20 kotlů a dva parní stroje s trojnásobnou expanzí o výkonu 20 500 hp, pohánějící dva lodní šrouby. Nejvyšší rychlost dosahovala 20,5 uzlu. Dosah byl 9000 námořních mil při rychlosti 10 uzlů.